# 中斑擬海豬魚
中斑擬海豬魚，為輻鰭魚綱鱸形目隆頭魚亞目隆頭魚科的其中一種，分布於西太平洋的印尼、菲律賓、巴布亞紐幾內亞等海域，棲息深度25-45公尺，體長可達7公分，棲息在礫石底質的礁石海域，生活習性不明。

## 擴展閱讀
維基物種上的相關：中斑擬海豬魚